# Lăcrămioara Filip
Lăcrămioara Filip, nach Heirat Moldovan, (* 4. April 1973 in Moinești) ist eine ehemalige rumänische Kunstturnerin und Sportaerobicerin.
Sie begann im Alter von sechs Jahren mit dem Turnen beim CSM Onești. Zwischen 1988 und 1991 nahm Filip an internationalen Wettbewerben teil. Bei den Olympischen Spielen 1988 in Seoul war sie allerdings noch zu jung für einen Start.
Ihren größten Erfolg erreichte sie 1989. Bei den Weltmeisterschaften in Stuttgart gewann Filip mit der rumänischen Turnriege mit Cristina Bontaș, Aurelia Dobre, Eugenia Popa, Gabriela Potorac und Daniela Silivaș hinter der Sowjetunion die Silbermedaille in der Mannschaftswertung.
Nach ihrer Turnkarriere wechselte Filip zum Sportaerobic. Bei den Aerobic-Weltmeisterschaften 1999 in Hannover erreichte sie mit ihrem Partner und späteren Ehemann Claudiu Moldovan den vierten Platz im Mixed-Wettbewerb. Bei den Europameisterschaften im selben Jahr gewann sie mit der rumänischen Mannschaft die Goldmedaille.
Aber auch dem Geräteturnen blieb Filip erhalten und sie wurde im Jahr 2000 Trainerin bei Dinamo Bukarest. Sie betreute u. a. Larisa Iordache und Diana Bulimar.